# Acraea didalis
Acraea didalis är en fjärilsart som beskrevs av Stoneham 1943. Acraea didalis ingår i släktet Acraea och familjen praktfjärilar. Inga underarter finns listade i Catalogue of Life.